# Versöhnungskirche (Neunburg vorm Wald)
Die evangelisch-lutherische Versöhnungskirche Neunburg vorm Wald ist die Kirche der evangelisch-lutherischen Kirchengemeinde Neunburg vorm Wald im Kirchenkreis Regensburg der Evangelisch-lutherischen Kirche in Bayern. Ihr Kernbestand war eine namenlose 1906 errichtete Kirche, 1968 wurde sie von den Architekten Franz Lichtblau und Ludwig Bauer zur Versöhnungskirche erweitert.

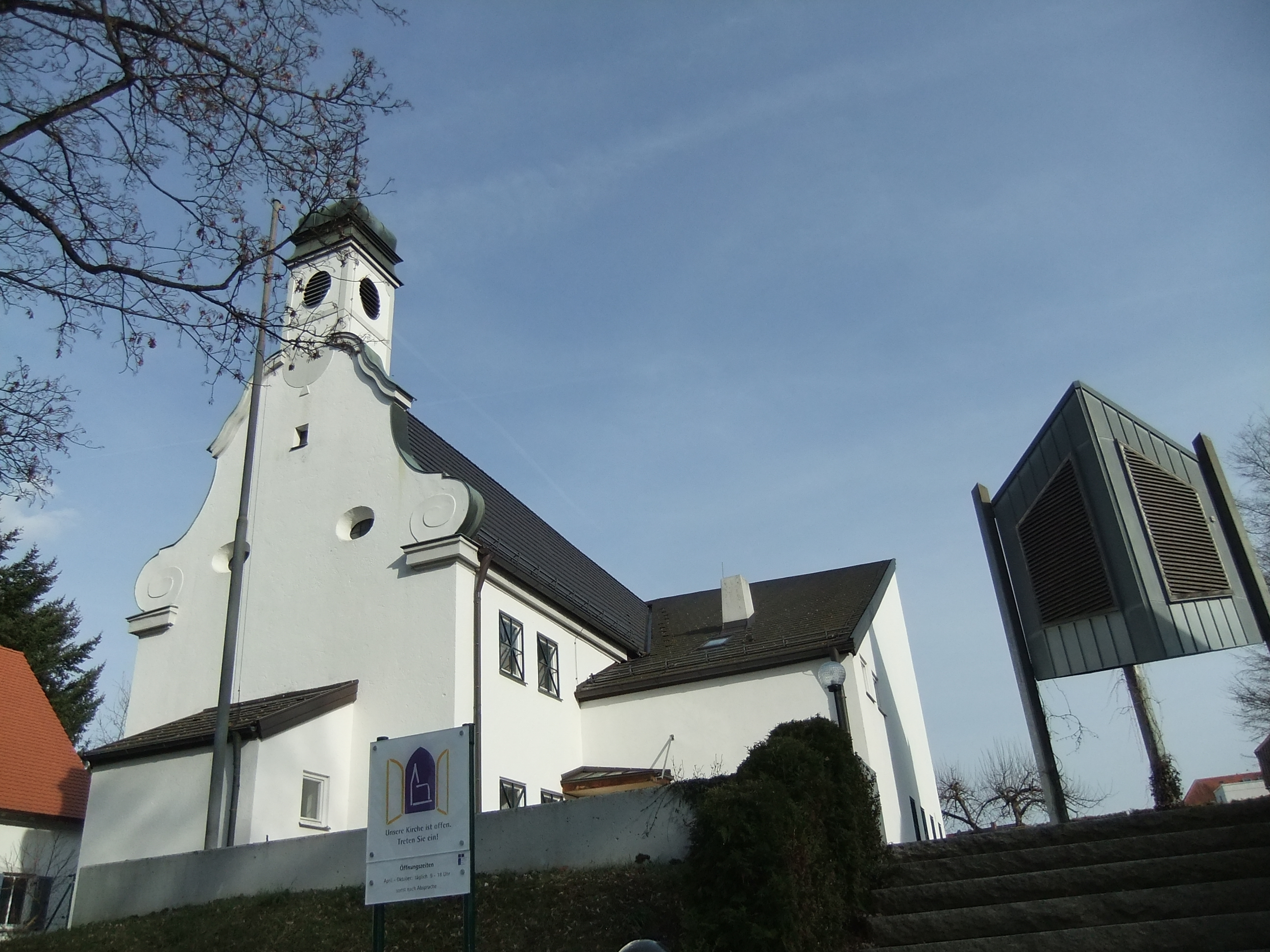
Ansicht der Versöhnungskirche von der Bahnhofstraße aus

## Lage
Die Versöhnungskirche befindet sich in der Bahnhofstraße 5 der Stadt Neunburg vorm Wald. Sie befindet sich in der direkten Nähe mehrerer Radwege im Westen des Hauptortes Neunburg vorm Wald.

## Geschichte

### Vorgeschichte
Die evangelische Gemeinde in Neunburg existiert seit den 1530er Jahren; nach der Gegenreformation gab es allerdings bis Mitte des 19. Jahrhunderts keine Evangelischen mehr in Neunburg. Die „evangelische Sammelgemeinde“ feierte in verschiedenen Räumlichkeiten, unter anderem seit 1886 im Neunburger Schlosssaal, Gottesdienst. Bereits frühzeitig wurde für eine eigene Kirche gesammelt, für 1865 sind erste Geldbestände belegt. 1870 wurde der „Evang. Kirchenverein“ gegründet, der als Bauträger agieren sollte. 1904 wurde das Grundstück in der Bahnhofstraße gekauft, 1905 der Bau in Höhe von 21.000,– Mark beschlossen.
Im Mai 1906 begannen die Bauarbeiten, am 10. Juni 1906 wurde der Grundstein zur noch namenlosen evangelischen Kirche gelegt. Geplant wurde sie vom Architekten Hermann Selzer, ausgemalt von dessen Bruder Karl Selzer. Am 28. Oktober 1906 wurde sie von dem geistlichen Kommissär, Konsistorialrat Beck, geweiht.

### Umbau zur Versöhnungskirche 1968
Mit dem Ende des Zweiten Weltkriegs kamen viele evangelische Flüchtlinge und Vertriebene in die Gegend um Neunburg. Die Gemeinde wuchs sprunghaft an und wurde 1948 als exponiertes Vikariat eine Tochterkirchengemeinde von Cham. Nach Errichtung der Garnison 1963 stieg die Zahl auf 650 Gemeindeglieder, 1966 wurde Neunburg zur eigenen Kirchengemeinde erhoben. Der Platz reichte nicht mehr aus und so wurden die Architekten Franz Lichtblau und Ludwig Bauer beauftragt, die Kirche von 80 auf 300 Sitzplätze zu erweitern und einen Gemeindesaal und Jugendraum zu gewinnen.
Die Bauarbeiten begannen am 18. September 1967. Der alte Eingang wurde entfernt und in einen Raum (erst Küche, heute Stuhllager) umgebaut. Das alte Kirchlein wurde Gemeindesaal, es wurde aufgestockt und ein großer Anbau bildete den heutigen Kirchenraum. Am 17. November 1968 wurde der Umbau als Versöhnungskirche eingeweiht.

Der damalige Pfarrer Dieter Kreysler schrieb zum Namen in den Erinnerungen:
Ursprünglich dachte der Kirchenvorstand, dass der Name „Dietrich-Bonhoeffer-Kirche“ ein angemessener Name sei. Dieser Wunsch des Kirchenvorstandes wurde aber vom Landeskirchenrat der Evang.-Luth. Kirche in Bayern mit der Begründung abgelehnt, dass Dietrich Bonhoeffer ein politischer Widerstandskämpfer gewesen sei, zwar mit christlichen Motiven, aber dies gelte auch für andere Christen. Deshalb solle man einen anderen Namen suchen. So entschied sich der Kirchenvorstand für den Namen „Versöhnungskirche“, weil er der damaligen Situation der Gemeinde am ehesten entsprach und dem theologischen Anliegen Dietrich Bonhoeffers sehr nahe war, nämlich Glauben und Leben, Hoffnung und Realität zusammenzuhalten.
Die Erinnerung Kreyslers kann aber auf Grund der Aktenlage nicht bestätigt werden, eine Anfrage der Gemeinde wurde im Landeskirchlichen Archiv nicht gefunden. Sicher ist, dass der Kirchenvorstand in seiner Sitzung am 1. April 1968 den Namen „Versöhnungskirche“ beschloss.
Mit dem Umbau wurde über der Treppe ein Glockenturm errichtet, der 1997 abgerissen wurde und 1999, etwas nach hinten versetzt, neu gebaut wurde.

### Seit 1968
In den späteren Jahren wurden kaum Änderungen vorgenommen. Im Inneren der Kirche wurde im Vorraum ein WC eingerichtet. 1997/1999 wurde der Glockenturm versetzt. 2001 wurde der Kirchenvorplatz umgebaut. Seit 2020 wurde die Treppe behutsam saniert: Die Stufen wurden gestockt und die mittlere Plattform entfernt, um die Treppe leichter begehbar zu machen. Im Jahr 2021 wurde das WC im Vorraum barrierearm umgebaut. Die schwere Eingangstür wurde 2023 durch eine leichtere ausgetauscht und mit einem Elektromotor ausgestattet.
Seit 2024 existiert ein barrierefreier Zugang.

## Architektur
Die Versöhnungskirche ist mit dem Altarraum nach Osten ausgerichtet. Ihr Kirchenraum ist ein großer Raum und um den Gemeindesaal, der dem Bestand der alten Kirche entspricht, erweiterbar.
Aus dem Bestand der alten Kirche ist am westlichen Ende ein Kirchturm erhalten. Im Außenbereich findet sich ein externer Glockenturm.

### Daten und Maße

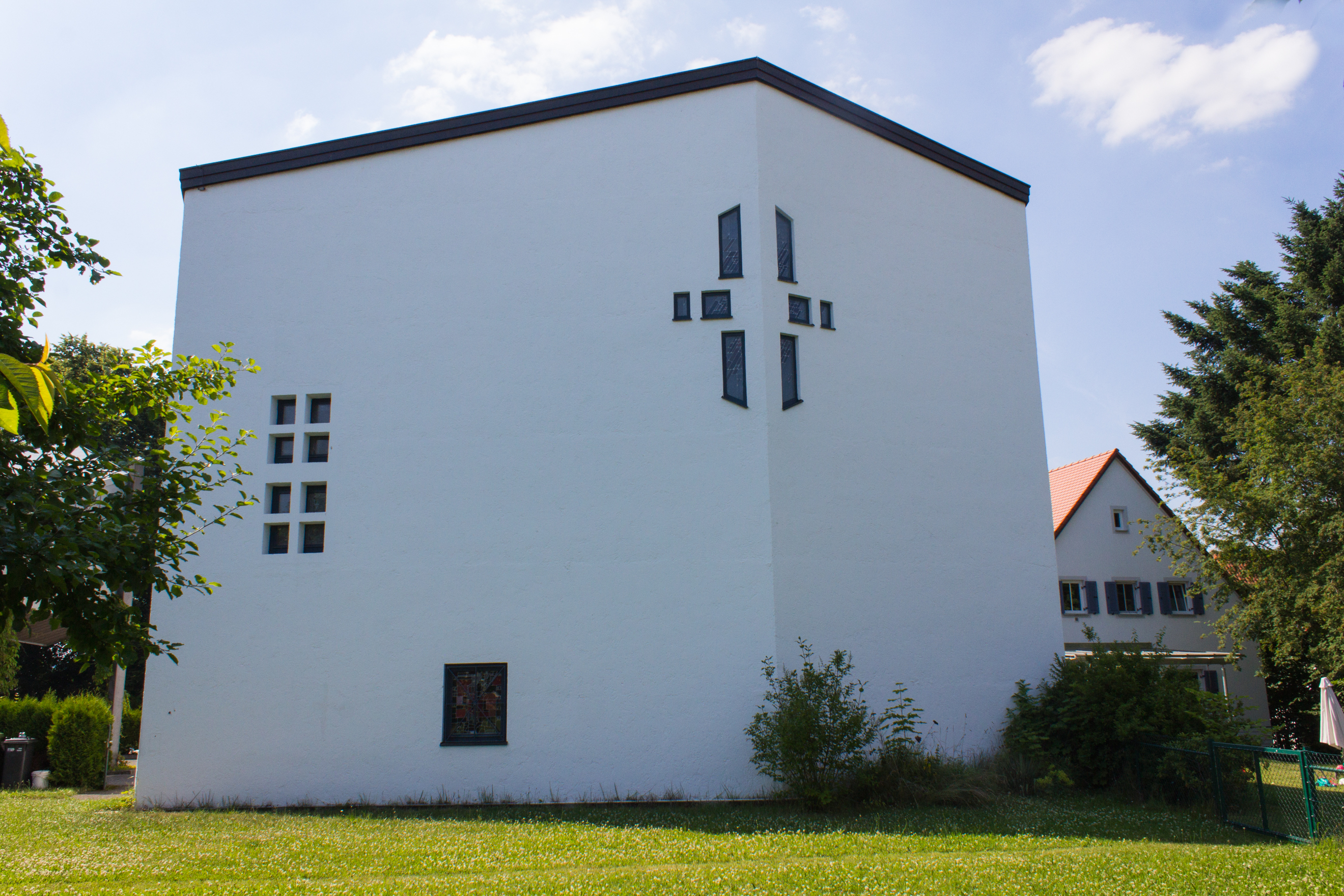
Außenansicht der Versöhnungskirche von Osten her

- Länge: 23 Meter
- Breite: 17 Meter
- Höhe der Giebelwand: 7–11 Meter
- Nutzfläche: 334 Quadratmeter
- Umbauter Raum: 2457 Kubikmeter

## Ausstattung
Als die Kirche 1968 erweitert wurde, wurde mit den Künstlern Gerd Jähnke (Fenster, Paramente), Reinhard Fuchs (Taufstein, Altar, Altarkreuz, Ambo) und dem Kirchenvorstand theologisch gearbeitet. Für die Steinarbeiten wurde Flossenbürger Granit verwendet, zum einen wegen der örtlichen Nähe, zum anderen da Dietrich Bonhoeffer im KZ Flossenbürg gestorben war. Für die Eisenarbeiten wurde Erz aus dem Nachbarort Bodenwöhr verwendet.

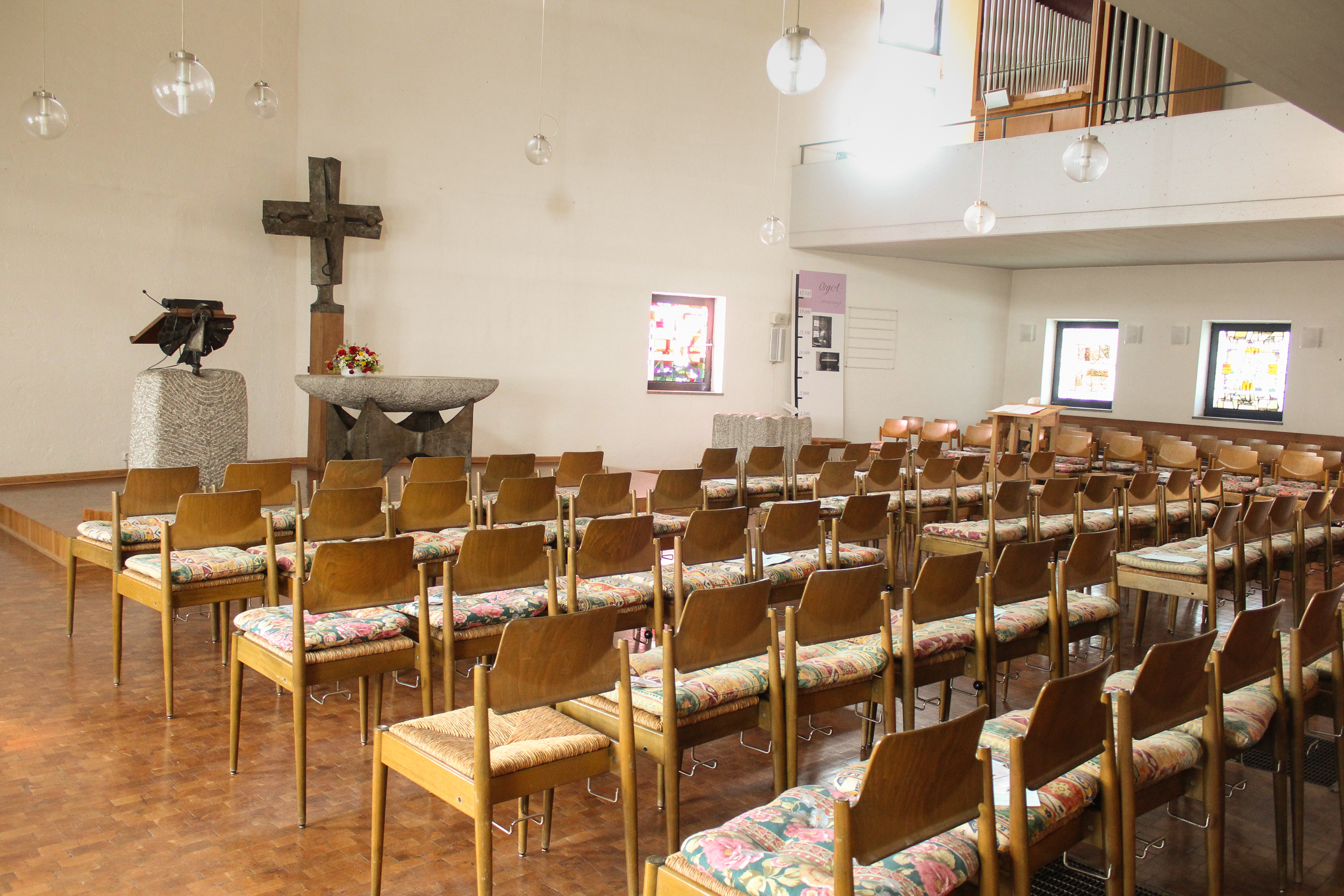
Innenansicht des Kirchenraums mit Ambo, Kreuz und Altar

### Taufstein und Tauffenster
Der Taufstein aus Flossenbürger Granit stellt die Quelle überfließendes Wasser dar (Johannes 7,38 ). Hinter ihm zeigt das Tauffenster eine betende Person. Diese ist von roter Farbe, der Farbe des Heiligen Geistes, umgeben. Strahlen im Fenster zeigen in einer Fluchtline auf das Fensterkreuz im Giebel, in dem die rote Farbe wieder aufgenommen wird. So wird die Verbindung mit Gott betont. Das Tauffenster stellt eine Interpretation von Römer 6,3–4  dar.

### Altarraum
Das metallene Kreuz im Altarraum wirkt, als hätten die angedeuteten Nägel die Balken des Kreuzes zersplittert. In der Mitte des Kreuzes ist ein Bergkristall eingesetzt. Das Kreuz erinnert so an Karfreitag, aber auch an Ostern.
Der prägende Stein des Altars ist in seiner Form einem umgedrehten Brotlaib nachempfunden und soll so an das Abendmahl erinnern.
Der Ambo, der auch als Kanzel dient, ist mit einer Taube aus Erz versehen, die den Heiligen Geist symbolisiert.

### Fenster
Die Fenster gehen auf die Situation der evangelischen Flüchtlinge nach dem Zweiten Weltkrieg ein, die zur Bauzeit der Kirche die Mehrheit der Gemeindeglieder stellten. Sie folgen auf beiden Seiten einer bestimmten Reihenfolge, auch die gleichen Farben werden je verwendet:
1. Die vergangene Situation.
2. Die gegenwärtige Situation.
3. Eine Zukunftshoffnung – diese Fenster sind als einzige bunt gestaltet.
4. Ein wichtiger biblischer Text zum Thema.

#### Südseite
An der Südseite wird die Frage nach der Vergänglichkeit des Zuhauses thematisiert.
- Das erste Fenster ist sehr dunkel und hat zahlreiche spitze Formen und soll an die Ruinen des Zweiten Weltkriegs erinnern.
- Das zweite Fenster hat fröhliche Farben und konkrete Formen, die an eine Stadt erinnern. Es symbolisiert Neunburg, wo sich die Flüchtlinge ansiedelten.
- Das dritte Fenster symbolisiert das himmlische Jerusalem – die Stadt, in der Gott wohnt. Dieser wird als Dreieck dargestellt.
- Das vierte Fenster zitiert Offb 21,3b–4 LUT.

#### Nordseite
Die Fenster der Nordseite thematisieren die Annäherung der Konfessionen.
- Das erste Fenster zeigt Menschen vor verschlossenen Türen und symbolisiert die evangelischen Flüchtlinge, die sich als Fremdkörper im neuen katholischen Umfeld erlebten.
- Das zweite Fenster zeigt Menschen, die durch die nun geöffnete Tür gehen, und symbolisiert, dass mit der Zeit die Flüchtlinge immer mehr aufgenommen wurden.
- Das dritte Fenster zeigt viele Menschen um einen Tisch mit Brot und Wein, dargestellt durch Hostie und Kelch, und symbolisiert die Hoffnung auf das gemeinsame Abendmahl.
- Das vierte Fenster zeigt das Vaterunser mit der Jahreszahl 1968 im Mittelpunkt. Die Jahreszahl verweist sowohl auf das Jahr der Einweihung als auch auf eine erstmalig gemeinsame Fassung des Vaterunsers.[9]

## Instrumente

### Orgel

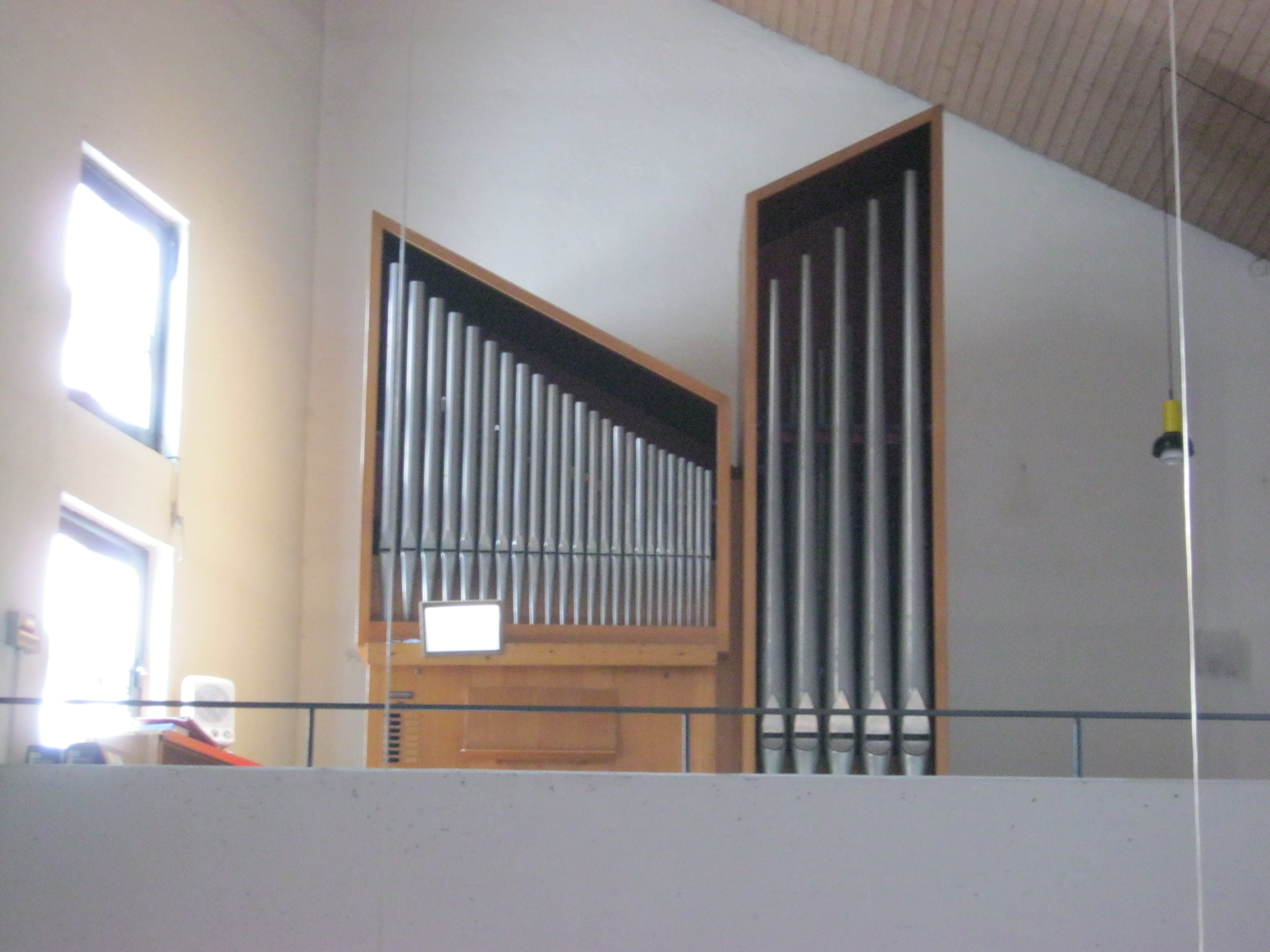
Orgel von Detlef Kleuker

Die Orgel auf der Empore wurde von der Firma Detlef Kleuker erbaut und im Juni 1969 geliefert. 2015 wurde sie durch die Orgelbaufirma Thomas Jann gereinigt und überholt. Das Instrument hat folgende Disposition:
| I Manual C–g3 |       |
| Gedackt       | 8′    |
| Prinzipal     | 4′    |
| Rohrflöte     | 4’    |
| Schwiegel     | 2′    |
| Mixtur III–IV | 1 ⁄3′ |
| Trompete      | 8′    |

| Pedal C–f1 |     |
| Subbaß     | 16′ |
| Gemshorn   | 8′  |

- Koppeln: I/P

### Harmonium
Das Harmonium stammt aus der Fabrik des Hermann Burger in Bayreuth. Es wurde vermutlich um 1905 gebaut und 1934 repariert. Das Harmonium wurde in Verbindung mit der Orgel im Jahre 2015 von der Firma Thomas Jann überholt. Es hat einen Klaviaturumfang von C–c4 und folgende Disposition:
| Bass C–h0       |        |
| Bass Klarinette | 16′    |
| Horn            | 8′     |
| Flöte           | 8’     |
| Schalmei        | 4′     |
| Forte           | 16′/8′ |

| Diskant c1–c4 |        |
| Klarinette    | 16′    |
| Flöte         | 8’     |
| Piccolo       | 4′     |
| Schalmei      | 4′     |
| Forte         | 16′/8′ |

- Koppel: Oktav-Koppel
- Spielhilfe: Tutti (Kniehebel)

## Glocken
| Reihenfolge                        | Schlagton | Masse (kg) | Durchmesser (mm) | Bibelvers                                          |
| ---------------------------------- | --------- | ---------- | ---------------- | -------------------------------------------------- |
| 1.                                 | cis2      | 230        | 745              | 2. Kor (Lasst euch versöhnen mit Gott)             |
| 2.                                 | e2        | 135        | 619              | Offb: Siehe, ich mache alles neu                   |
| 3.                                 | fis2      | 093        | 552              | Friede auf Erden und den Menschen ein Wohlgefallen |
| aus statischen Gründen stillgelegt | gis2      |            |                  | Ehre sei Gott in der Höhe                          |

Die Glocken sind so abgestimmt, dass sie mit dem Geläute der katholischen Pfarrkirche harmonieren. Sie wurden von der Glockengießerei Perner gegossen.

## Nutzung
Die Versöhnungskirche ist als offene Kirche und Radwegekirche anerkannt.

## Barrierefreiheit
Die Versöhnungskirche verfügt über eine Induktionsschleife unterhalb der Empore auf der Seite des Gemeindesaals. Das WC im Eingangsbereich wurde barrierearm umgebaut. Eine Elektrifizierung der Eingangstür wurde 2023 durchgeführt. 2024 wurde ein barrierefreier Zugang zum Kirchengelände gebaut.

## Seelsorge
Die Versöhnungskirche ist die einzige Kirche der evangelisch-lutherischen Kirchengemeinde Neunburg vorm Wald. Diese umfasst ca. 670 Gemeindeglieder bei einer Fläche von 260 Quadratkilometern und ist eine der kleinsten Gemeinden des früheren Dekanates Cham, heute gehört es zum Dekanat Cham/Sulzbach-Rosenberg/Weiden.